# Hemisphaerius parenthesis
Hemisphaerius parenthesis är en insektsart som beskrevs av Banks 1910. Hemisphaerius parenthesis ingår i släktet Hemisphaerius och familjen sköldstritar. Inga underarter finns listade i Catalogue of Life.